# Хабеэдиле
Герб Хабеэдиле (также Хабе Эдиле (пол. Chabeedile)) — польский дворянский герб, впервые упоминаемый в 1256 году. Является родовым частновладельческим гербом, которым пользовались более 20 родов, некоторые из которых включены в Общий гербовник дворянских родов Российской империи. Распространен в Белоруссии, на Украине, в Литве и Польше Городельская уния. Этот герб сначала принадлежал князьям Славонии, из неё перешел в Венгрию и отсюда в XIII веке в Польшу периода Пястов. Эмблема Хабеэдиле была в гербе многих богемских князей.

## Описание герба
В червлёном поле изображены три серебряные балки или три бруска гамеиды, так притом, что самый длинный из них представлен сверху, средний короче первого и нижний самый короткий (три бруса вниз становится все короче), символизирующие реки Дон, Волгу и Днепр. Над ними сверху серебряный мальтийский крест. Щит увенчан обычным дворянским коронованным стальным шлемом, с золотою решеткою. Клейнод - в нашлемнике три страусиных пера. Намёт червлёный, подбитый серебром.

## Герб используют
Бендлевские (Bedlewski), Витизы (Wytyz), Далешинские (Daleszynski), Дермонт (Dermont, Dermont Siwicki), Горновские (Hornowski), Ярошинские (Jaroszynski), Конаржевские (Konarzewski), Корытынские (Korytynski), Котовичи (Kotowicz), Лавриненки (Lavrinenki), Лавриненки-Тельные (Lavrinenki-Telni), Ланевские (Laniewski), Липские (Lipski), Невельские (Newelski), Селецкие (Sielicki), Свидло (Swidlo), Силичи (Silicz), Сивицкие (Siwicki), Скорульские (Skorulski), Еленские (Jelenski), Ульчицкие (Ulczycki).